# The Half Note
The Half Note war ein New Yorker Jazzclub, der ab Ende der 1950er bis Anfang der 1970er Jahre bestand.
The Half Note, gelegen im Stadtteil West Village von Manhattan, 296 Spring Street, Ecke Hudson Street, war ein bekannter Veranstaltungsort für Jazz, der nach Ansicht von Ashley Kahn seine erfolgreiche Zeit zwischen 1957 und 1972 hatte. Der in Brooklyn geborene Mike Canterino hatte während seines Militärdienstes in Florida den dort auftretenden Saxophonisten Cannonball Adderley kennengelernt. Als Canterino den New Yorker Club übernahm, war dieser ein Saloon namens Zombie Bar. Nach der Umbenennung in The Half Note begann Canterino 1957 mit Jazz-Auftritten.

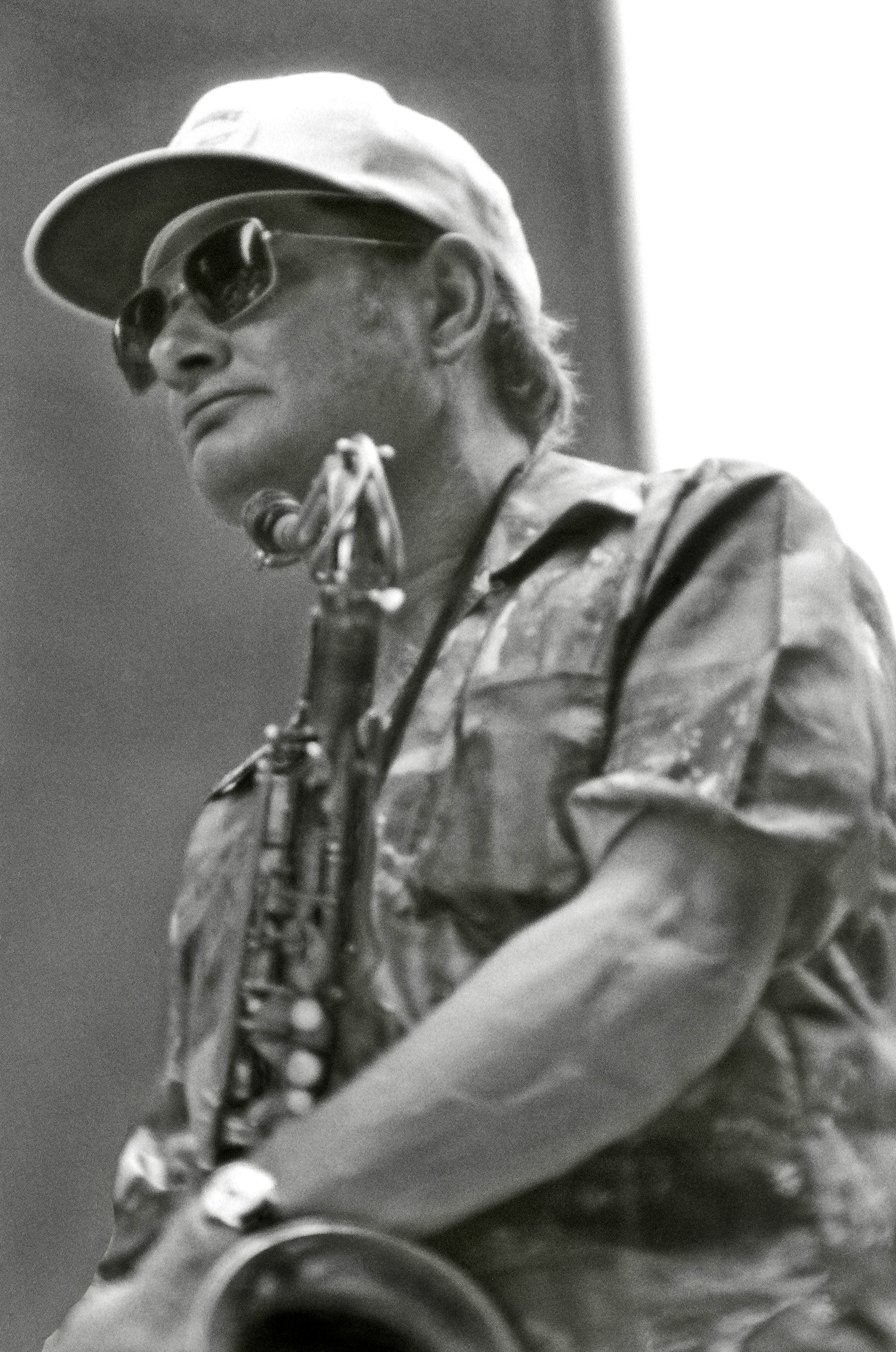
Zoot Sims 1976

Hier konzertierten Swing-Veteranen wie Budd Johnson und Buddy Tate, Bebopmusiker wie Al Cohn und Zoot Sims, Mitglieder der damaligen Jazz-Avantgarde wie John Coltrane und Charles Mingus, die Soul-Jazz-Musiker Wes Montgomery, Herbie Mann und Cannonball Adderley sowie die Sängerinnen Anita O’Day, Billie Holiday und einmal auch Judy Garland. Canterino ließ auch die Duos Jim Hall und Art Farmer sowie Bob Brookmeyer und Clark Terry auftreten. Im Gegensatz zu anderen Jazzclubs erlaubte Canterino im Half Note, abweichend von den üblichen Setlängen, so lange zu spielen, wie sie wollten. So nutzten Musiker wie Coltrane den Half Note als einen Art Workshop, der dort sein legendäres One Down, One Up zu einem Marathon ausweitete. Wöchentliche Radio-Übertragungen des New Yorker Senders WABC Mitte der 1960er Jahre machten den Veranstaltungsort populär; 1972 entschied Canterino den Club in ein mehr zentral gelegenes Lokal an der  West 54th Street zu verlegen, konnte jedoch nicht mehr an die erfolgreiche Zeit in den 60ern anschließen. The Half Note bestand noch bis 1975.

## Diskographische Hinweise
- 1959 – Lee Konitz: Live at The Half Note (Verve Records)
- 1959 – Zoot Sims / Al Cohn / Phil Woods: Jazz Alive! A Night at The Half Note (United Artists)
- 1960 – Wynton Kelly: Complete Live at The Half Note
- 1960 – Donald Byrd: At The Half Note Cafe (Blue Note Records)
- 1963 – Art Farmer featuring Jim Hall – Live at The Half Note Cafe (Atlantic Records)
- 1965 – Wes Montgomery: Smokin` at The Half Note (Verve)
- 1965 – John Coltrane: Live at the Half Note: One Down, One Up (Impulse!)
- 1965 – Zoot Sims: Live at The Half Note Again (Blue Sounds)